# Hans Laehr

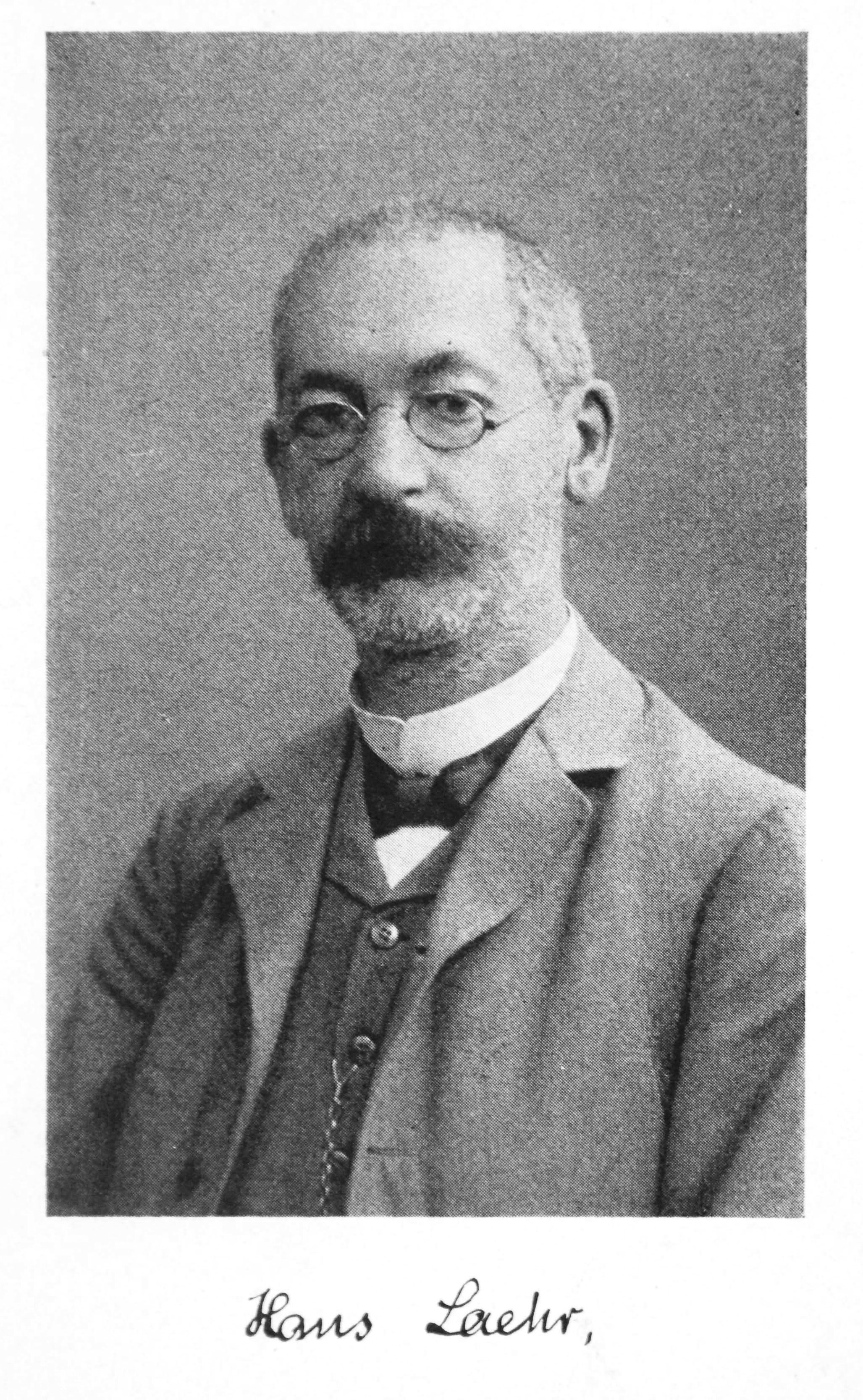
Hans Laehr (1856–1929)

Hans Heinrich Laehr (* 6. Dezember 1856 in Berlin-Zehlendorf; † 16. Februar 1929 in Wernigerode) war ein deutscher Psychiater und von 1889 bis 1929 Direktor der psychiatrischen Einrichtung Schweizerhof in Berlin-Zehlendorf.

## Leben und Wirken
Hans Laehr wurde als Sohn des Psychiaters Heinrich Laehr (1820–1905) und seiner Ehefrau Johanna Henrietta Maria verw. von Krebs geborene Otto (1824–1902) geboren. Er ist der Bruder des Psychiaters Max Laehr (1865–1936).
Nach seinem Schulabschluss im Jahr 1875 studierte er Medizin an der Eberhard Karls Universität Tübingen, der Friedrich-Wilhelms-Universität zu Berlin und der Kaiser-Wilhelm-Universität in Straßburg. Er schrieb 1880 die Dissertation Die Pacchionischen Granulationen (Arachnoidealzotten) und ihre Beziehungen zu der Blutcirculation im Schädel und wurde in Berlin zum Dr. med. promoviert. Von 1881 bis 1882 war er Assistent in der Kieler Klinik bei Heinrich Quincke und von 1882 bis 1883 als Freiwilliger in der psychiatrischen Einrichtung in Bonn bei Werner Nasse, dem Direktor der Irrenanstalt in Bonn. Von 1883 bis 1884 war er Assistenzarzt in der chirurgischen Abteilung des Diakonissenkrankenhauses Bethanien in Berlin bei Edmund Rose. 1884 wechselte er als Assistenzarzt in die psychiatrische Einrichtung Schweizerhof in Zehlendorf, die sein Vater gegründet hatte, und übernahm 1889 die Leitung der Einrichtung. Er war Sekretär des Deutschen Vereins für Psychiatrie (1906–1929) und Hauptredakteur der Allgemeinen Zeitschrift für Psychiatrie und psychisch-gerichtliche Medicin, herausgegeben von Deutschlands Irrenärzten (1906–1929).
Laehr hatte ein breitgefächertes Interessengebiet. Einer breiteren Öffentlichkeit wurde er durch Arbeiten zum Neuen Testament und zur belletristischen Literatur einschließlich Dramen bekannt. Seine Kenntnisse brachte er ein, um den Bogen zwischen der Darstellung von Psychosen in der Literatur und Erkenntnissen der Psychiatrie zu schlagen. Er war damit nicht der erste im deutschen Sprachraum. Der Psychiater und Wissenschaftspublizist Paul Julius Möbius hatte mit dem Aufsatz Über die Heilung des Orest diesen Themenkreis zur Diskussion gestellt, an den Laehr unmittelbar anknüpft. Laehr widersprach gewissen Thesen von Möbius und schrieb: „Goethe heilt seine Helden durch unmittelbare psychische Beeinflussung, was bei einem Geisteskranken in dieser Weise nicht möglich ist. Shakespeare weicht in dieser Hinsicht wesentlich von unserem großen Dichter ab und schließt sich enger an wirklich beobachtbare Fälle von Geistesstörung an.“ Sein Werk Die Heilung des Orest in Goethes Iphigenie wurde im Jahr 2018 nachgedruckt. Als Literaturfreund schrieb Laehr selbst einige Novellen.

## Schriften (Auswahl)
- Die Pacchionischen Granulationen (Arachnoidealzotten) und ihre Beziehungen zu der Blutcirculation im Schädel … nebst den angefügten Thesen. @Berlin, Univ., Med. Fak., Dissertation, 1880. Schade, Berlin 1880 (51 S.).
- Die Angst. Fischer, Berlin 1893 (28 S.).
- Ueber den Einfluss der Witterung auf Nerven- und Geisteskranke. Berlin 1893.
- Die Dämonischen des Neuen Testaments: Eine Antwort auf Herrn Pastor Hafners Schrift über den gleichen Gegenstand. Richter, Leipzig 1894 (30 S.).
- Die Wirkung der Tragödie nach Aristoteles. Georg Reimer, Berlin 1896 (160 S., archive.org).
- Die Darstellung krankhafter Geisteszustände in Shakespeares Dramen. Paul Neff, Stuttgart 1898 (200 S., Gallica).
- Die Heilung des Orest in Goethes Iphigenie. Georg Reimer, Berlin 1902 (86 S., archive.org). Hans Laehr: Die Heilung des Orest in Goethes Iphigenie. Reprint 2018 Auflage. De Gruyter, Berlin, Boston 2018, ISBN 978-3-11-128625-9.
- Die Anstalten für psychisch-Kranke: in Deutschland, Deutsch-Österreich, der Schweiz und den baltischen Ländern. Georg Reimer, Berlin 1907 (281 S.).; 8., von Anstaltsdirektor i. R. Professor Dr. Georg Ilberg (Dresden) vollkommen neubearbeitete Auflage: Die Anstalten für Psychisch- und Nervenkranke, Schwachsinnige, Epileptische, Trunksüchtige usw. in Deutschland, Österreich, der Schweiz und den baltischen sowie anderen Grenzländern. Walter de Gruyter & Co., Berlin 1929 (158 Seiten).
- Eine bisher nicht veröffentlichte Ode des Quintus Horatius Flaccus. Berlin, 1908
- Die physiologischen Korrelate der Lust und Unlust. Allgemeine Zeitschrift für Psychiatrie und psychisch-gerichtliche Medizin, 1911
- Wahnideen im Völkerleben. In: Allgemeine Zeitschrift für Psychiatrie und psychisch-gerichtliche Medizin ; 73.1917. 1917, S. 235–300.
- Wohlfahrtsministerium und Psychopathenfürsorge. Deutsche Medizinische Wochenschrift 47 (5), 132–133, 1921
- Dietrich von Wernigerode: Novelle aus dem Harz. Grunow, Magdeburg 1927 (180 S.).
- Eine Zwangsheirat. Altwernigeröder Novelle. Grunow & Co, Magdeburg und Leipzig 1928 (115 S.).
- Wilm Wiardes: Geschichtliche Novelle aus dem Harz. Grunow & Co, Magdeburg, Leipzig 1928 (174 S.).
- Das Messiasbewußtsein Jesu. Ebering, Berlin 1929 (96 S.).